# Município de Wayne (condado de Fayette, Ohio)
O município de Wayne (em inglês: Wayne Township) é um dos dez municípios do Condado de Fayette, Ohio, Estados Unidos. De acordo com o censo de 2010, a população era de 1.387.

## Geografia
Localizada na parte sudeste do município, faz fronteira com os seguintes municípios:
- Município de Marion - norte
- Município de Perry, Condado de Pickaway - esquina noroeste
- Município de Deerfield, Condado de Ross - extremo leste
- Município de Concord, Condado de Ross - sudeste
- Município de Buckskin, Condado de Ross - extremo sul
- Município de Madison, Condado de Highland - canto sul
- Município de Perry - oeste
- Município de Union - noroeste

O município de Wayne é o único município no condado de Fayette que faz fronteira com o condado de Ross, exceto em um ponto de esquina.
Nenhuma outra localidade está localizada no município de Wayne, embora a comunidade não incorporada de Good Hope esteja no centro do município.

## Nome e história
É um dos vinte municípios de Wayne em todo o estado.
Em 1833, o município de Wayne continha uma moenda e duas serrarias.

## Governo
O município é governado por um conselho de curadores de três membros, eleitos em novembro dos anos ímpares para um mandato de quatro anos a partir de 1 de janeiro seguinte. Dois são eleitos no ano seguinte à eleição presidencial e um é eleito no ano anterior. Há também um diretor fiscal municipal eleito, que serve um mandato de quatro anos começando em 1 de abril do ano após a eleição, que é realizada em novembro do ano anterior à eleição presidencial. As vagas na diretoria fiscal ou no conselho de curadores são preenchidas pelos curadores restantes.